# Good Country Index

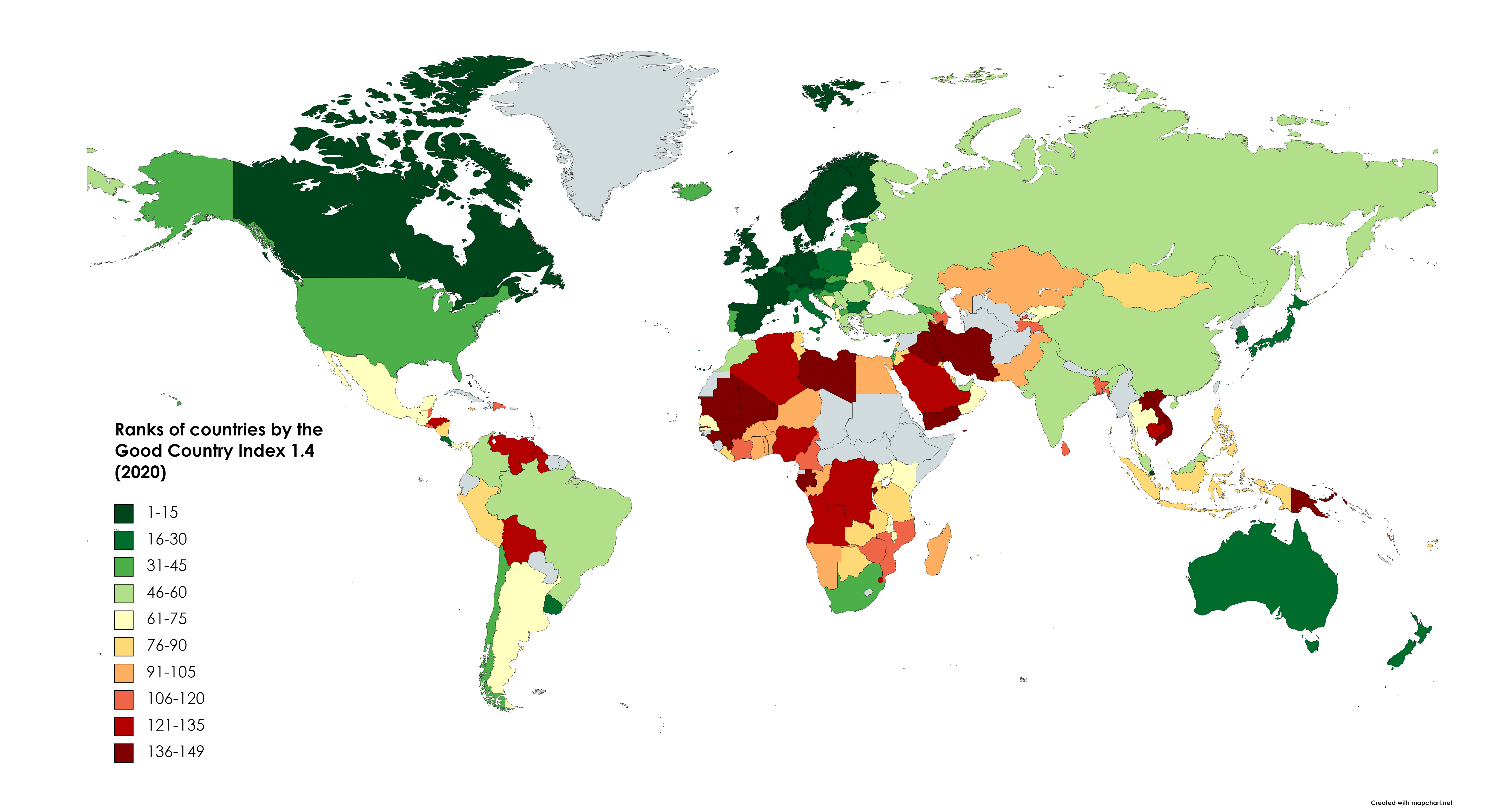
Wereldkaart 2020 Good Country Index

De Good Country Index (Goede Land Index) meet sinds 2014 hoeveel ieder van de 163 landen op de lijst bijdragen aan de planeet en aan de menselijke soort door middel van hun beleid en gedragingen.
Top 10 van 2020
| Rangschikking van 2020 | Land                |
| ---------------------- | ------------------- |
| 1                      | Zweden              |
| 2                      | Denemarken          |
| 3                      | Duitsland           |
| 4                      | Canada              |
| 5                      | Nederland           |
| 6                      | Finland             |
| 7                      | Frankrijk           |
| 8                      | Verenigd Koninkrijk |
| 9                      | Spanje              |
| 10                     | Noorwegen           |

## Beschrijving
De index wordt gevormd door een gecombineerde statistiek van 35 gegevenspunten die voornamelijk worden gegenereerd door de Verenigde Naties. Deze gegevenspunten worden gecombineerd tot een algemene maat die een algehele rangschikking en een specifieke rangschikking in 7 categorieën oplevert: wetenschap en technologie, cultuur, internationale vrede en veiligheid, wereldorde, planeet en klimaat, welvaart en gelijkwaardigheid, gezondheid en welzijn.
Het concept en de index zelf zijn ontwikkeld door Simon Anholt. De index werd door dr. Robert Govers samengesteld met ondersteuning van diverse andere organisaties.
In 2020 waren alle tien lijstvoerders in de algemene rangschikking op Canada na West-Europese landen en waren de onderste drie landen in de lijst Guinee, Jemen en Libië.
In de loop van de jaren verandert de ranglijst. Bovenaan staan westerse landen zoals Nederland, Ierland en in 2020 Zweden.